# Collonges-sous-Salève
Collonges-sous-Salève es una comuna francesa situada en el departamento de Alta Saboya, en la región de Auvernia-Ródano-Alpes.
Forma parte del área metropolitana transfonteriza de Ginebra.

## Demografía
| 1343 | 1712 | 2319 | 2519 | 2696 | 3120 | 3876 |
| Para los censos de 1962 a 1999 la población legal corresponde a la población sin duplicidades (Fuente: INSEE [Consultar]) |      |      |      |      |      |      |